# 13577 Ukawa
13577 Ukawa este un asteroid din centura principală de asteroizi.

## Descriere
13577 Ukawa este un asteroid din centura principală de asteroizi. A fost descoperit pe 16 aprilie 1993 la Kitami de Kin Endate și Kazuro Watanabe. Asteroidul prezintă o orbită caracterizată de o semiaxă mare de 2,40 ua, o excentricitate de 0,17 și o înclinație de 3,0° în raport cu ecliptica.